# Espátula

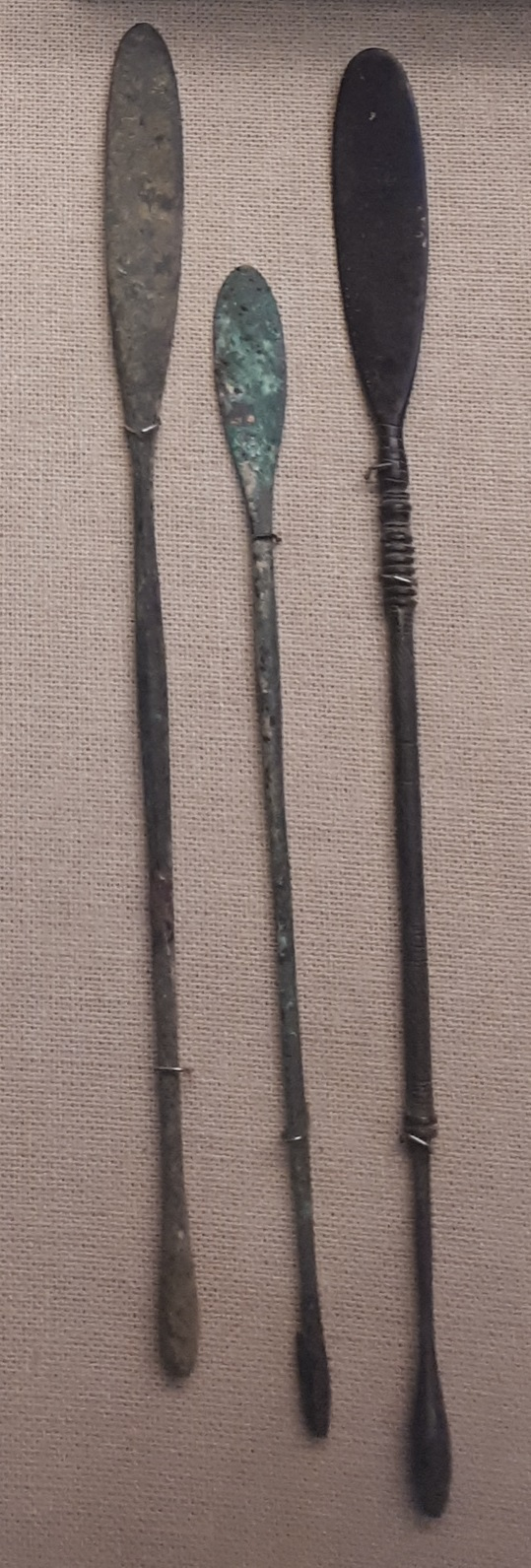
Espátulas romanas antigas no Museu Britânico

Uma espátula, também conhecida como salazar, raspador de massa, raspadeira, rapa-tachos e rapa-tudo, é uma lâmina larga, plana e flexível usada para misturar, espalhar e levantar materiais incluindo alimentos, medicamentos, gesso e tintas.
A palavra espátula deriva da palavra latina para um pedaço plano de madeira ou tala, uma forma diminuta do latim spatha, que significa 'espada' e, portanto, também pode se referir a um abaixador de língua em aplicações médicas. As palavras pá (ferramenta de escavação) e espata são derivadas de forma semelhante. A palavra espátula é usada em inglês desde 1525.

## Uso em laboratório
Em laboratórios, espátulas e microespátulas são pequenos utensílios de aço inoxidável, usados para raspar, transferir ou aplicar pós e produtos químicos ou tratamentos pastosos. Muitas marcas de espátulas também são resistentes a ácidos, bases, calor e solventes, o que as torna ideais para uso com uma ampla gama de compostos. Um tipo comum seriam as espátulas de aço inoxidável, que são amplamente utilizadas por serem resistentes e acessíveis. Eles são resistentes à deterioração por contato com água fervente, ácidos, bases e a maioria dos solventes. Alguns deles vêm com cabo de plástico policloreto de vinila ou madeira rebitada para melhor manuseio. As espátulas de poliestireno são feitas para pesquisadores porque são descartáveis, evitando possíveis contaminações que ocorrem frequentemente com espátulas reutilizáveis. Eles também são ideais para manusear produtos liofilizados ou realizar liofilização.

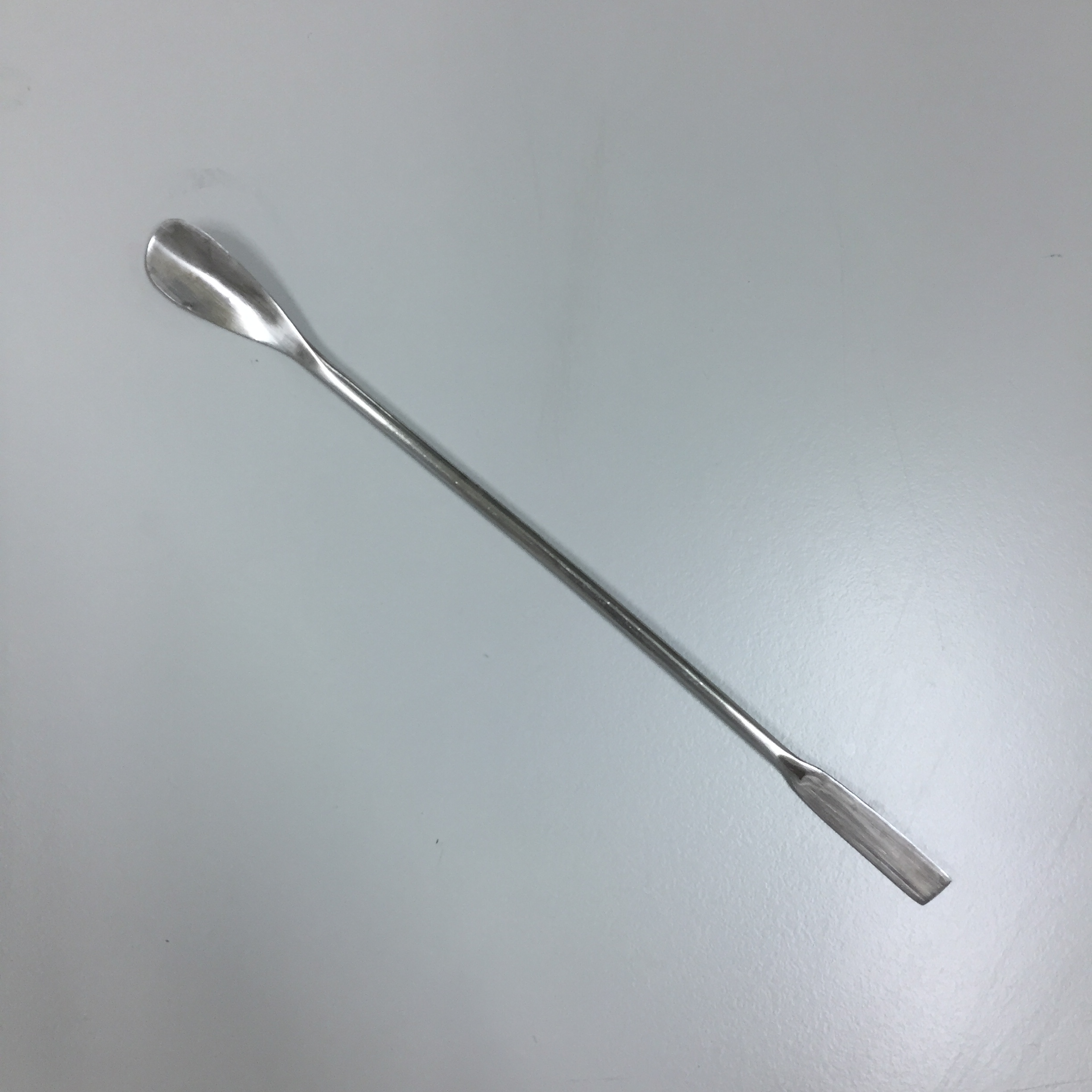
Uma espátula de laboratório de aço inoxidável
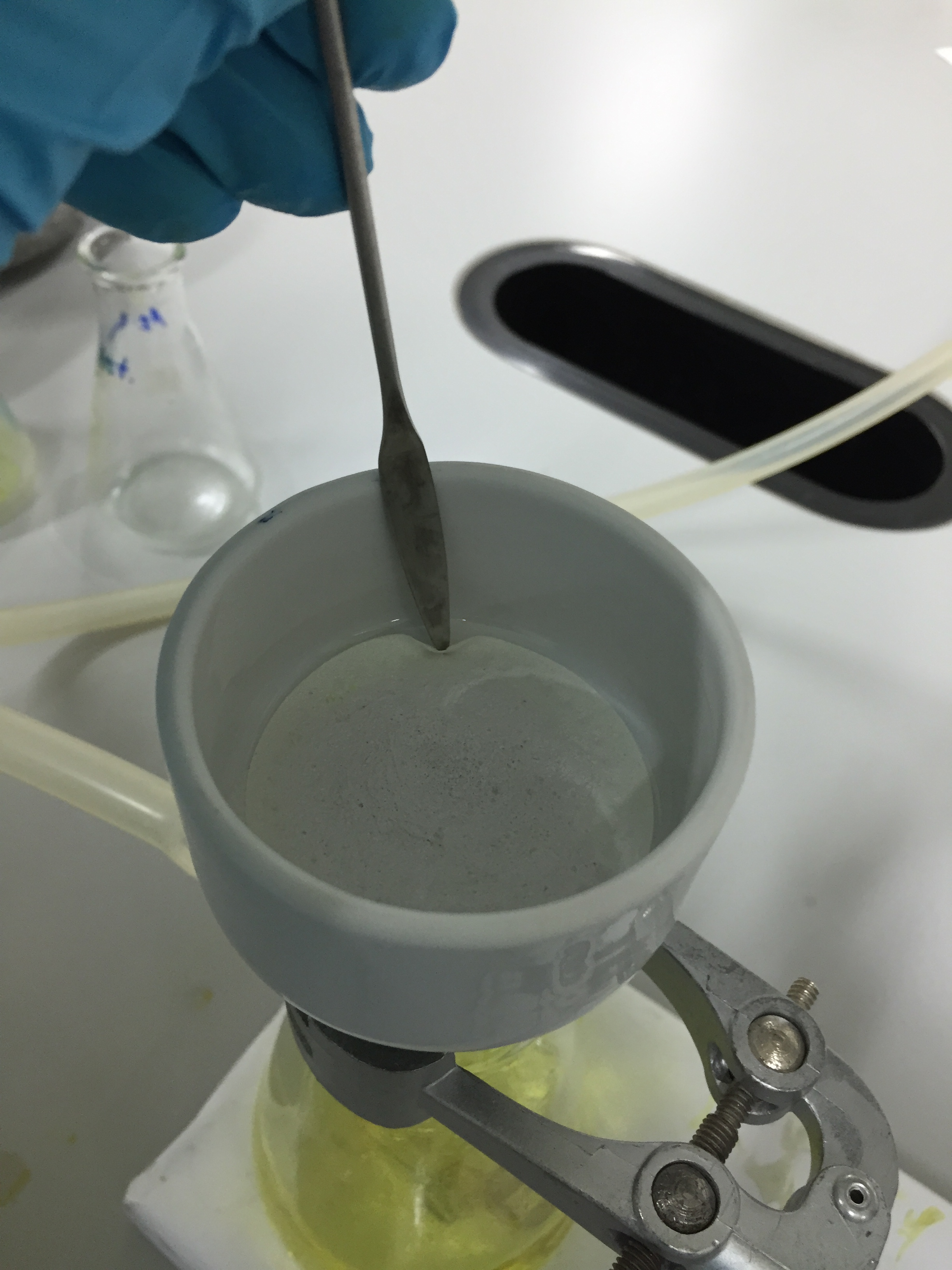
Este é um dos muitos usos da espátula de aço inoxidável: ela pode ser usada para auxiliar na remoção do papel de filtro da filtração a vácuo.